# إلكتروستار

شعار إلكتروستار

إلكتروستار، هي شركة صناعة أجهزة كهرومنزلية وإلكترونيات تونسية. كان وراء تأسيس الشركة عام 1993  فتحي حشيشة نجل محسن حشيشة مؤسس مجموعة حشيشة، وقد اختصت الشركة عند انطلاقتها في تركيب اجهزة من ماركة أل جي التي كانت تربطها معها عقد حصري ثم أصبحت تسوّق أيضا منتوجات أريستون وإنديزيت. بلغت إيرادات الشركة عام 2012 89.3 مليون دينار تونسي ورأس مالها (الذي يسيطر عليه محسن حشيشة أو مجموعة عائلته بنسبة 70%) 8.5 مليون. احرق في جانفي 2011 اثناء الثورة التونسية المستودع المركزي للخزن للشركة بالمنطقة الصناعية بئر القصعة كما تم نهب وتخريب مخزن ثان مما كلفها خسائر قدرت ب16.25 مليون دينار. مدرجة في البورصة التونسية منذ 2001.

## وصلات خارجية
- موقع الشركة

1. ↑  بطاقة الكتروستار من موقع معلومات مباشر نسخة محفوظة 13 مارس 2020 على موقع واي باك مشين.
2. ↑  "استئناف تداول أسهم شركة الكتروستار يوم 7 فيفرى"، وات في 5 فيفري 2011 نسخة محفوظة 27 مارس 2019 على موقع واي باك مشين.
3. ↑  "«الكتروستار» التونسية تطرح أسهما في اكتتاب عام لجمع 5 ملايين دولار"، جريدة الشرق الأوسط في 26 جانفي 2001[وصلة مكسورة] "نسخة مؤرشفة". مؤرشف من الأصل في 2020-04-15. اطلع عليه بتاريخ 2020-05-25.{{استشهاد ويب}}:  صيانة الاستشهاد: BOT: original URL status unknown (link)